# 시스템 쇼크
시스템 쇼크(영어: System Shock)는 루킹 글래스 스튜디오에서 개발하고 오리진 시스템즈가 발매한 액션 롤플레잉 게임이다. 1994년에 발매되었고, 게임은 사이버펑크적인 2072년의 가상의 우주 정거장을 배경으로 한다. 플레이어는 익명의 해커를 조종하게 되며, 인공지능의 악의적인 계획을 막아야 한다.
동시간대에 나온 일인칭 게임과는 다르게, 시스템 쇼크는 실제적인 3차원 환경을 지원하여, 위 아래를 보거나 기어오르고, 몸을 숙이고, 점프하고, 옆으로 기댈 수 있었다. 평론가들은 시스템 쇼크를 칭찬했고 이 장르에 큰 혁신을 불러왔다고 묘사했다. 이 게임은 나중에 다수의 명예의 전당 목록에 올랐다. 이런 기술적인 위업과 평론가들의 찬사에 힘입어 시스템 쇼크의 판매량도 발매 시기에 비해 많이 팔렸다. 후속작인 시스템 쇼크 2는 1999년 루킹 글래스 스튜디오와 그 회사에서 파생된 제작사인 이래셔널 게임즈에서 발매했다. 후에 발매된 바이오쇼크는 시스템 쇼크의 정신적 후속작으로 여겨지고 있다.

## 평가
| 평론 점수         | 평론 점수 |
| 평론사            | 점수      |
| ----------------- | --------- |
| 올게임            | [ 12 ]    |
| CGW               | [ 3 ]     |
| 넥스트 제네레이션 | [ 13 ]    |
| PC 포맷           | 89%       |
| PC 게이머 (UK)    | 90%       |
| PC 게이머 (US)    | 96%       |
| Boston Herald     | [ 17 ]    |
| MacUser           | [ 18 ]    |

| 수상                         | 수상                                    |
| 평론사                       | 수상                                    |
| ---------------------------- | --------------------------------------- |
| PC Gamer US                  | Best Adventure Game                     |
| Computer Games Strategy Plus | Best Single-Character Role-Playing Game |
| Computer Gaming World        | Action Game of the Year (finalist)      |